# Ліберальна мережа Південно-Східної Європи
Ліберальна мережа Південно-Східної Європи (LIBSEEN) – це альянс ліберальних партій та аналітичних центрів регіону, заснований у Скоп'є, Північна Македонія, у 2008 році. Її основна ініціатива - зібрати разом ліберальні партії Південно-Східної Європи та проводити ліберальну політику у своїх країнах. Більшість організацій-членів LIBSEEN також є членами партії Альянс лібералів та демократів за Європу (ALDE).

## Учасники
Боснія і Герцеговина
- Ліберально-демократична партія Боснії та Герцоговини (Liberalno Demokratska Stranka)
- Наша партія (Naša stranka)

 Болгарія
- Рух за права та свободи (Dvizhenie za prava i svobodi)

 Хорватія
- Хорватська народна партія - ліберальні-демократизм (Hrvatska Narodna Stranka - Liberalni Demokrati)
- Хорватська соціал-ліберальна партія (Hrvatska socijalno liberalna stranka)
- Демократична асамблея Істрії (Istarski demokratski sabor/Dieta Democratica Istriana)

 Угорщина
- Угорське європейське суспільство (Magyarországi Európa Társaság)

 Косово
- Демократична партія Косова (Partia Demokratike e Kosovës)
- Новий альянс Косова (Aleanca Kosova e Re)

 Молдова
- Молдовська ліберальна партія (Partidul Liberal)

 Чорногорія
- Ліберальна партія Чорногорії (Liberalna Partija Crne Gore)

 Північна Македонія
- Ліберальна партія Македонії (Либерална Партија на Македонија, Liberalna Partija na Makedonija)
- Ліберально-демократична партія Македонії (Либерално Демократска Партија, Liberalno Demokratska Partija)

 Румунія
- USR PLUS (Alianța 2020 USR-PLUS)[джерело?]

 Сербія
- Ліберально-демократична партія Сербії (Либерално-демократска партија, Liberalno-demokratska partija)
- Рух вільних громадян (Покрет слободних грађана, Pokret slobodnih građana)
- Громадянська платформа (Грађанска платформа)